# ماري باربور
كانت ماري باربور (الاسم قبل الزواج: روفّ) (20 فبراير 1875-2 أبريل 1958) ناشطة سياسية اسكتلندية، ومستشارة محلية، وقاضية صلح وقاضية عامة. ارتبطت باربور ارتباطًا وثيقًا بحركة ريد كلايدسايد في أوائل القرن العشرين، وخاصة لدورها كمنظمة رئيسية لنساء مقاطعة غوفان اللاتي شاركن في إضرابات الإيجارات لعام 1915.

## النشاط السياسي

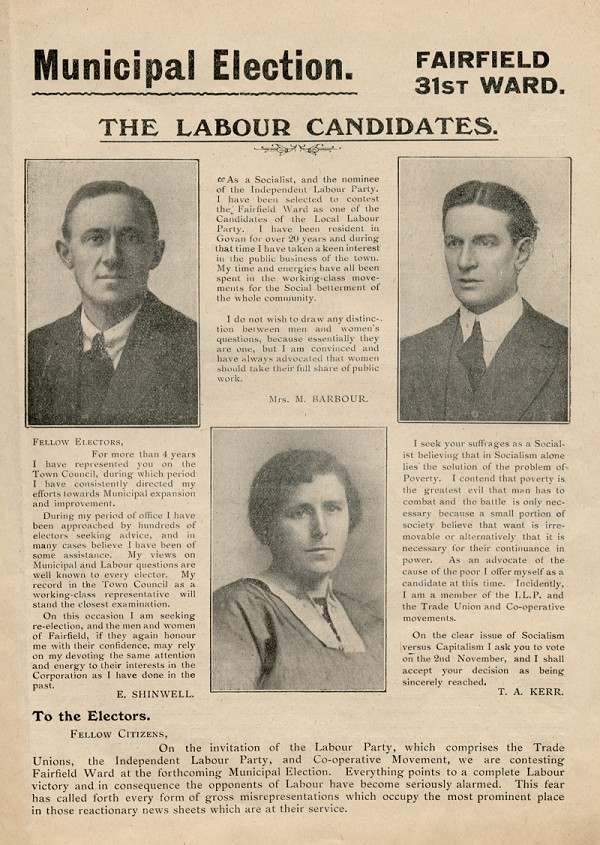
عنوان انتخابات غوفان، فيرفيلد

نشطت باربور سياسيًا في البداية، وانضمت إلى نقابة كينينغ بارك التعاونية وأصبحت عضوًا نشطًا فيها. بدأ نشاط باربور السياسي بشكل جدي في قيادة جمعية إسكان النساء في جنوب غوفان خلال إضرابات الإيجارات في غلاسكو في عام 1915، فنظمت بنشاط اللجان المعنية بالمستأجرين ومقاومة الإخلاء. عُرِف المتظاهرون حينها باسم «جيش السيدة باربور»، ومن بينهم أغنيس دولان، وهيلين كروفورد، وماري ليرد وماري جيف.

### حملة السلام النسائية
كانت باربور مؤسسة حملة السلام النسائية في «مؤتمر السلام النسائي العظيم» في يونيو عام 1916 مع هيلين كروفورد وأغنيس دولان. عملت هؤلاء النساء أيضًا مع أغنيس هاربين وأخريات في جميع أنحاء بريطانيا.
استمرت حملة السلام النسائية طوال شهري يونيو ويوليو من عام 1916 من أجل تسوية تفاوضية للحرب العالمية الأولى. نظمت باربور والنساء الأخريات ذلك غالبًا من خلال اجتماعات خارجية في غلاسكو وكلايدسايد وإدنبرة. أصبحت إمكانية التوصل إلى تسوية سلمية عن طريق التفاوض أقل احتمالًا مع تشكيل حكومة ائتلافية جديدة في ديسمبر عام 1916 بقيادة لويد جورج.
قدمت كل من الثورة الروسية وثورة عيد الفصح الأيرلندية حافزًا لتجديد نشاط السلام في اسكتلندا، بما في ذلك عمل حملة السلام النسائية. جمع الاحتفال السنوي بيوم العمال لعام 1917، الذي حدث في حديقة غلاسكو غرين، 7 آلاف شخص. كانت ناشطات السلام، ومن ضمنهم باربور ودولان وماري بيرنز لايرد، من أبرز المتحدثات. ألهم هذا النوع من النشاط إعادة إطلاق حملة السلام النسائية في يوليو عام 1917 في حديقة غلاسكو غرين بمشاركة 10000 شخص. أُنشِئت بعد ذلك فروع أخرى لحملة السلام النسائية في جميع أنحاء اسكتلندا وإنجلترا وجنوب ويلز. استمرت حملتهم حتى نهاية الحرب العالمية الأولى.

### العمل السياسي
كانت باربور المرشحة العمالية عن دائرة فيرفيلد في غوفان في عام 1920، وانتُخبت لعضوية مجلس مدينة غلاسكو، لتصبح بذلك أول امرأة عضو في مجلس المدينة. لم تكن باربور «أول مستشارة عمالية في غلاسكو» كما عُرِف عنها غالبًا، لكنها كانت واحدة من بين مجموعة رائدة مؤلفة من خمس نساء انتُخِبن في عام 1920؛ والتي تضمنت المستشارة العمالية إليانور ستيوارت (من مارهيل)، بالإضافة إلى جيسيكا بيرد سميث، وماري بيل، وماري أندرسون سنودغراس اللواتي انتُخِبن على التوالي كمستشارات محافِظات. بدا أن أول ظهور للمفهوم الخاطئ بأن باربور هي «أول مستشارة عمالية» نشأ في كتاب باتريك دولان حول جمعية كينينغ بارك التعاونية، الذي نُشر في عام 1923. قالت باربور أثناء الترشح للانتخابات: «نظر بعض الرجال والنساء إلى ترشحي كامرأة على أنه أمر شائن»؛ ولكنها أكدت أن هناك حاجة إلى مستشارات لمعالجة القضايا التي تؤثر على النساء والأطفال.
كانت باربور من أوائل قضاة الصلح الإناث في مجلس غلاسكو، إلى جانب ماري بيل، وعملت فيه منذ عام 1924 حتى عام 1927. عُيِّنت باربور واحدة من أوائل القاضيات في غلاسكو. أصبحت باربور قاضية صلح مدينة غلاسكو في يناير عام 1928.